# Mormonia nebulosa
Mormonia nebulosa är en fjärilsart som beskrevs av W.H. Edwards 1864. Mormonia nebulosa ingår i släktet Mormonia och familjen nattflyn. Inga underarter finns listade i Catalogue of Life.